# Eberhard (herb szlachecki)
Eberhard (Eberhardt) – odmiana herbu szlacheckiego Radwan.

## Opis herbu
W polu czarnym, na kościelnej chorągwi srebrnej o trzech polach ze złotymi końcami, razem klin tworzącymi, trzy złote obrączki.
Klejnot: godło bez obrączek na opak.
Labry: czarne podbite srebrem.

## Najwcześniejsze wzmianki
Nadany w 1775 Zygmuntowi Eberhardowi.

## Herbowni
Jedna rodzina herbownych (herb własny):
Eberhard